# Bo Setterlindstipendiet
Bo Setterlindstipendiet eller Timmermansordens fond till Bo Setterlinds minne är ett stipendium instiftat 1991. Stipendiet ska ”främja litteratur- och musikskapande med kristen förankring, humanistisk vetenskap och forskning samt andra kulturella ändamål”. År 2008 var stipendiet på 30 000 kronor.

## Mottagare
- 1992 teol.dr. Britt G. Hallqvist
- 1993 tonsättaren Gunnar Hahn
- 1994 friherrinnan Catharina von Essen
- 1995 fil. Dr Åke Nisbeth
- 1996 författaren Ylva Eggerhorn
- 1997 professorn Barbro Beck-Friis
- 1998 skådespelaren Börje Ahlstedt
- 1999 f.d. folkskolläraren och kantorn Gustaf Hellbom
- 2000 textilkonstnären Elisabeth Hasselberg-Olsson
- 2001 klarinettisten och orkesterledaren Putte Wickman
- 2002 författaren Kerstin Ekman
- 2003 körledaren Eric Ericson
- 2004 artisten Lill Lindfors
- 2005 professorn Jan Svanberg[2]
- 2006 författaren och journalisten Margareta Strömstedt
- 2007 musikjournalisten Ingemar von Heijne
- 2008 journalisten och författaren Cordelia Edvardson[1]
- 2009 författaren och akademiledamoten Per Wästberg
- 2010 pianisten Ivetta Irkna
- 2011 vissångaren Staffan Percy
- 2012 poeten Eva-Stina Byggmäster
- 2013 kompositören Sven-David Sandström
- 2014 konstnären Bo Larsson
- 2015 läkaren Stefan Einhorn
- 2016 vissångare Sven-Bertil Taube
- 2017 skribent Sofia Lilly Jönsson
- 2018 kantor Lennart Ericsson
- 2019 kompositören Lars Berghagen
- 2020 författaren Lotta Lotass
- 2021 –
- 2022 violinisten Nina Balabina
- 2023 författaren Horace Engdahl
- 2024 prinsessan Christina, fru Magnuson